# Landesgymnasium Birkenruh

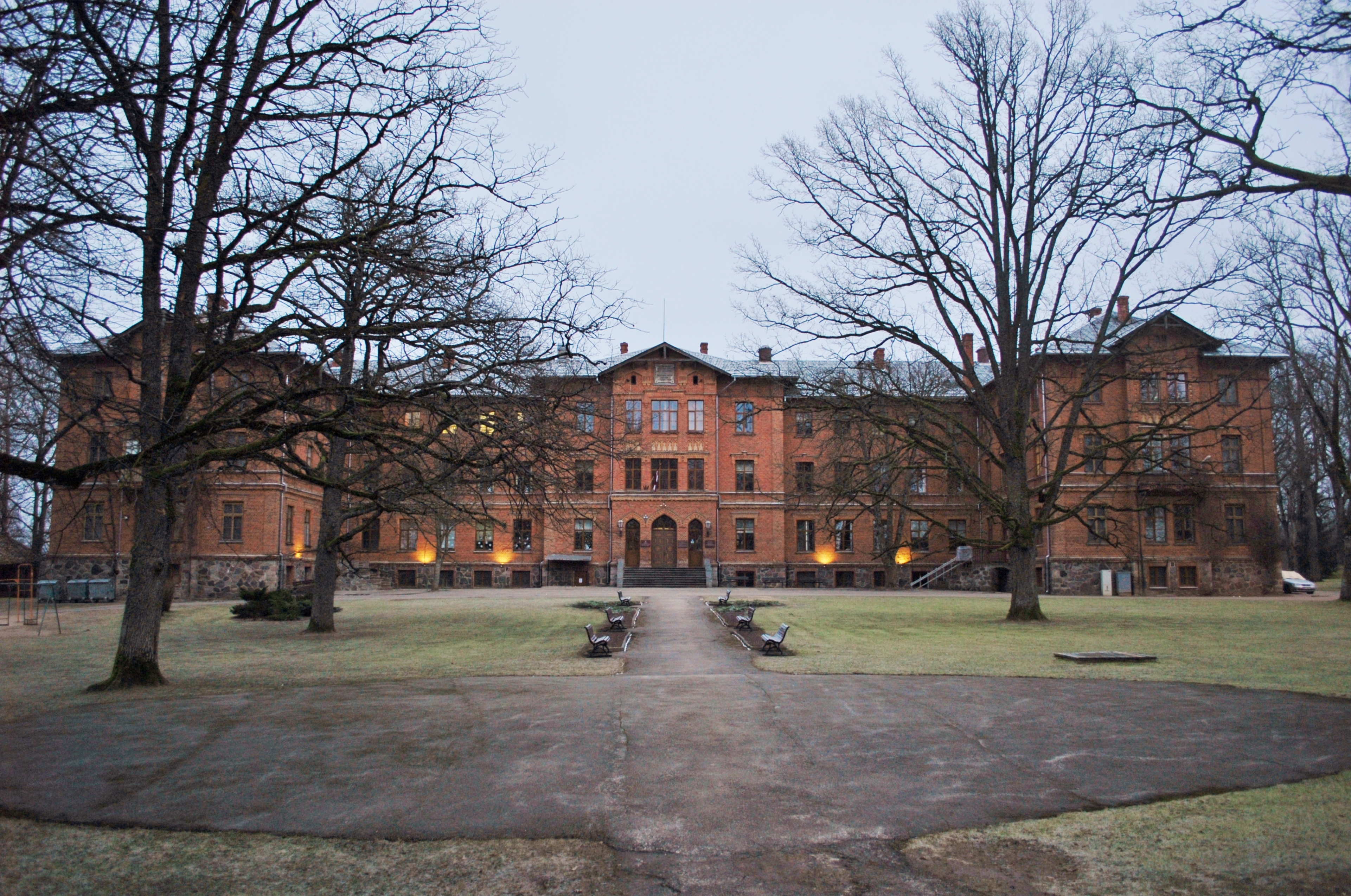
Hauptgebäude (2018)

Das Landesgymnasium Birkenruh war im 19. Jahrhundert eine berühmte Schule in der Nähe von Wenden im Gouvernement Livland des Russischen Kaiserreiches.

## Geschichte der Schule
Der Pädagoge Albert Hollander erwarb 1826 das „Höfchen“ Birkenruh (lett. Bērzaine) am Stadtrand von Wenden und verlegte seine im Vorjahr gegründete Lehr- und Erziehungsanstalt dorthin. Hollander, der in Deutschland studiert und das Institut von Johann Heinrich Pestalozzi in Yverdon-les-Bains kennengelernt hatte, organisierte die Schule nach dessen Prinzipien. 1837 wurde sie zu einem Gymnasium erweitert. Hollander selbst leitete das Gymnasium bis 1861 und übergab es seinem Schwiegersohn Martin Löffler, der schon von 1839 bis 1846 Lehrer in Birkenruh gewesen war. Dessen Sohn Albert Löffler war von 1869 bis 1882 Direktor der Schule. Bis 1882 gab es insgesamt 212 Lehrer und 1166 Schüler.
Die Livländische Ritterschaft übernahm 1882 die Schule als Livländisches Landesgymnasium Kaiser Alexander II und errichtete das heutige Schulgebäude. Das Gymnasium hatte einen sehr guten Ruf und wurde von vielen später berühmten Deutsch-Balten besucht. Als ab 1892 in den Ostseegouvernements Deutsch als Unterrichtssprache verboten war, wurde das Gymnasium geschlossen. 363 Schüler hatten es besucht. Erst im Jahr nach der Russischen Revolution 1905 wieder eröffnet, bestand es bis 1915, als es im Ersten Weltkrieg endgültig geschlossen wurde.

## Einrichtungen
Stand 1892

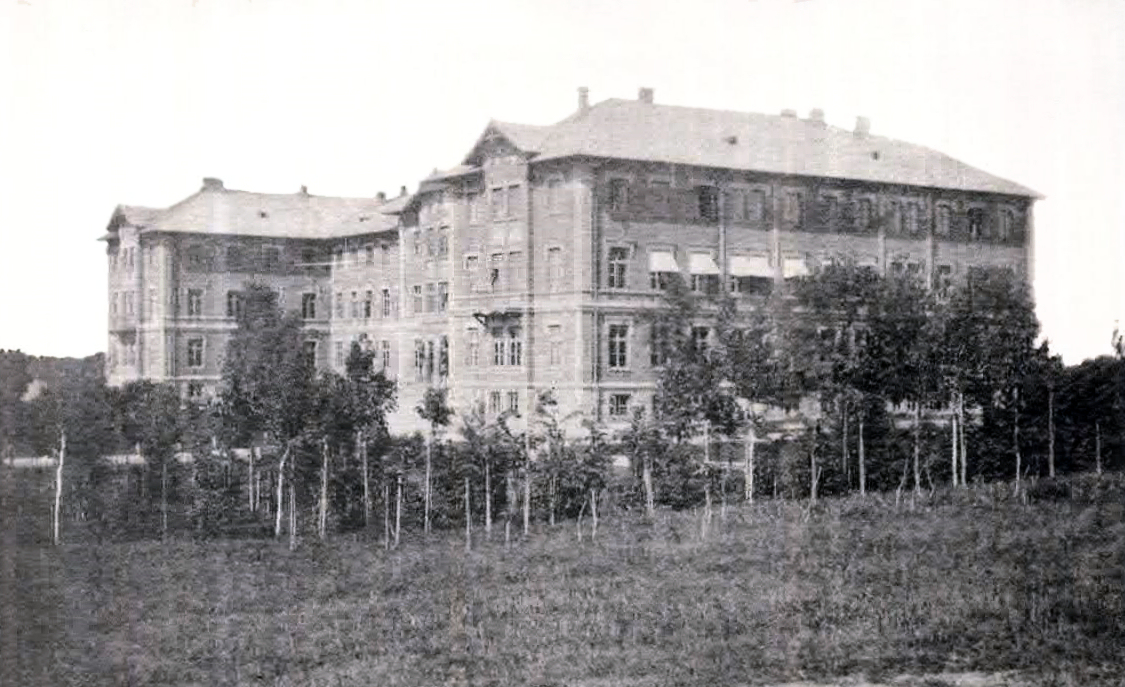
Livländisches Landesgymnasium

- Schülerbibliothek – übernommen von der Birkenruher Privatschule, zur Ergänzung hatte jeder Schüler beim Eintritt 7 Rubel zu zahlen; im ersten Jahr kamen 784 Rubel zusammen. Zuletzt bestand sie aus 809 Bänden. Hinzu kam die 1887 von Oberlehrer Fedorow begründete russische Lesebibliothek. Sie bestand zuletzt aus 260 Werken in 300 Bänden.
- Physikalisches Kabinett – im ersten Jahr begründet, 1500 Rubel bewilligt, zuletzt 166 Instrumente und Apparate.
- Meteorologische Station – 1883 begründet, kleine Wetterwarte und 5 Apparate. Die Sekundaner hatten nach der Anleitung des Oberlehrers für Mathematik täglich die Beobachtungen anzustellen und zu notieren.
- Mineralienkabinett – 1884 durch eine reichhaltige Schenkung des Herrn v. Vegesack-Raiskum begründet; durch verschiedene Schenkungen (Arthur Baron Wolff, A. Baron Pahlen) bereichert, zuletzt ca. 400 Nummern.
- Herbariensammlung – entstanden 1886/87, Zuwachs durch Schenkung fremdländischer Pflanzen von dem früheren Schüler B. v. Mengden.
- Naturalienkabinett – anfangs nur wenige schlechte Exemplare ausgestopfter Vögel, ordentliche Begründung erst 1887 von dem Oberprimaner Gottfried Karl Ischreyt (später Augenarzt), umfangreiche Eiersammlung durch Harald von Loudon.
- Musikaliensammlung – stammte teilweise aus der Birkenruher Privatschule, ergänzt durch eine jährliche Beisteuer von 35 Rubeln, umfasste zuletzt 453 Nummern (3 für Klavier, 64 für Gesang, 12 für Orgel, 47 für Violine und Orchester. An Instrumenten 1 Orgel, 1 Konzertflügel, 2 Übungsklaviere, 1 Basstuba, 1 Violoncello, 1 Fagott, 1 Klarinette, 1 Oboe, 2 Kontrabässe, 2 Triangeln, 6 Instrumente zur Kindersinfonie, 6 Trommeln).

## Nach der Auflösung
Im Gebäude befand sich während des Ersten Weltkriegs nach dem Großen Rückzug der russischen Armee 1915 bis 1917 der Stab der russischen 12. Armee. Das Gebäude wurde dann wieder für verschiedene Schulen benützt. Heute befindet sich dort eine Internats-Volksschule für asthmakranke Kinder.

## Lehrer
- Friedrich Bienemann (1860–1915)
- Maximilian Boehm (1859–1944)
- Otto Harnack (1857–1914)
- Hans Henning (1874; † nicht ermittelt)
- Otto Moritz von Richter, Präsident des Schulkollegiums (1882–1885)
- Theodor von Richter (1852–1925)

## Schüler
- Heinrich Leonhard Adolphi (1852–1918), Pastor, Schachkomponist und Märtyrer
- August Albanus (1837–1887), Arzt und Zoologe
- Eugen Berg (1855–1919), Pastor und Märtyrer
- Ernst von Bergmann (1836–1907), Chirurg
- Paul von Bienenstamm (1843–1911), Finanzbeamter
- Emil von Boetticher (1836–1907), Bürgermeister von Riga
- Gerhard Deeters (1892–1961), Sprachwissenschaftler
- Theodor Doebner (1875–1942), Maler
- Otto Woldemar von Freymann (1828–1871), Offizier
- Constantin Grewingk (1819–1887), Geologe und Mineraloge
- Johannes von Holst (1823–1906), Gynäkologe
- Woldemar von Knieriem (1849–1935), Agrarwissenschaftler
- Harald von Loudon (1876–1959), Ornithologe
- Harry Marnitz (1894–1984), Arzt
- Friedrich von Meyendorff (1839–1911), Gutsbesitzer und Politiker
- Burchard von Oettingen (1850–1923), Oberlandstallmeister
- Georg Wilhelm Timm (1820–1895), Maler
- Albert Ponsold (1900–1983), Gerichtsmediziner
- Reinhold Wilhelm von Walter (1840–1909), Pastor
- Reinhard Wittram (1902–1973), Historiker